# Denver Nuggets 1948-1949
La stagione 1948-49 dei Denver Nuggets fu la 1ª e unica nella NBL per la franchigia.
I Denver Nuggets arrivarono quinti nella Western Division con un record di 18-44, non qualificandosi per i play-off.

## Roster
| N° | Naz.                   | Ruolo | Sportivo       | Anno | Alt. | Peso |
| -- | ---------------------- | ----- | -------------- | ---- | ---- | ---- |
|    | Stati Uniti (bandiera) | AC    | Hoot Gibson    | 1921 | 196  | 90   |
|    | Stati Uniti (bandiera) | G     | Jimmy Darden   | 1922 | 185  | 77   |
|    | Stati Uniti (bandiera) | C     | Ace Gruenig    | 1913 | 203  | 100  |
|    | Stati Uniti (bandiera) | GA    | Al Guokas      | 1925 | 196  | 91   |
|    | Stati Uniti (bandiera) | A     | Mo Udall       | 1922 | 196  | 91   |
|    | Stati Uniti (bandiera) | GA    | Hal Hutcheson  | 1920 | 196  | 86   |
|    | Stati Uniti (bandiera) | AC    | Jack Cotton    | 1924 | 201  | 91   |
|    | Stati Uniti (bandiera) | G     | Chink Alterman | 1922 | 191  | 84   |
|    | Stati Uniti (bandiera) | G     | Gene Lalley    | 1922 | 175  | 73   |
|    | Stati Uniti (bandiera) | GA    | Guy Mitchell   | 1923 | 191  | 86   |
|    | Stati Uniti (bandiera) | AC    | Bob Doll       | 1919 | 193  | 88   |
|    | Stati Uniti (bandiera) | G     | Kayo Wnorowski | 1921 | 183  | 98   |
|    | Stati Uniti (bandiera) | A     | Ralph Bishop   | 1915 | 191  | 84   |

## Staff tecnico
- Allenatore: Ralph Bishop